# Екатерина Томова
Екатерина Томова Томова е българска писателка.

## Биография
Екатерина Томова е родена на 7 юли 1946 г. в Пловдив. Детството ѝ преминава в родопското село Орехово. Завършва българска филология в Софийския университет.
Работила е като журналист и редактор в столични вестници и издателства, както и в Министерство на културата (1997-2000 г.).
Преподава в ЮЗУ „Неофит Рилски“ в Благоевград в катедра „Филмова и телевизионна режисура“.

## Творчество
Книгата ѝ с документални разкази „Забравените от небето“ предизвиква един от големите литературни скандали в новата ни история. Екатерина Томова се сблъсква с Николай Хайтов, който се опитва да оспори авторството ѝ, представяйки ръкописите за свои. Изчерпала всички други възможности, Томова успява да се срещне с Тодор Живков, който признава авторството ѝ… Тогавашната власт потулва скандала, книгата е издадена, по нея са поставяни представления в театъра и е печелила много награди.
„Забравените от небето“ има повече от десет сценични постановки в България с режисьори Юлия Огнянова (моноспектакъл на Златина Тодева), Атанас Атанасов, Иван Добчев, Илия Добрев, Светозар Кнезовски и др. (някои отличени с „Аскеер“), както и една в Дюселдорфския държавен театър (Германия), осъществена от Димитър Гочев с немски театрален състав, играна през 1994/95 г. По същото време едно от реномираните издателства в Кьолн издава книгата ѝ на немски език в популярната си поредица „Киви“. По книгата е заснет и филмът „Ханът между Черното и Бялото море“ (БНТ) от режисьора Димитър Шарков.

## Награди
За книгата си „Забравените от небето“ получава наградата на СБП.